# A svéd nyelv története
A 9. század folyamán megkezdődött az óészaki nyelv kettéválása egy keleti (a későbbi svéd és dán területeken), és egy nyugati ágra (a későbbi norvég, izlandi és feröeri területeken). A 12. század folyamán megkezdődött a svéd és a dán nyelv elválása egymástól. A 13. századra fejlődött ki az ósvéd és az ódán. Mindkét nyelv a középalnémet nyelv jelentős hatása alá került a középkor folyamán. Fontos kiegészítés, hogy a nyelv fejlődési fázisai sem térben, sem időben nem határolhatók egyértelműen körül, a felhasznált terminológia mégis általánosan elfogadott a legtöbb nyelvész által.

## Az óészaki

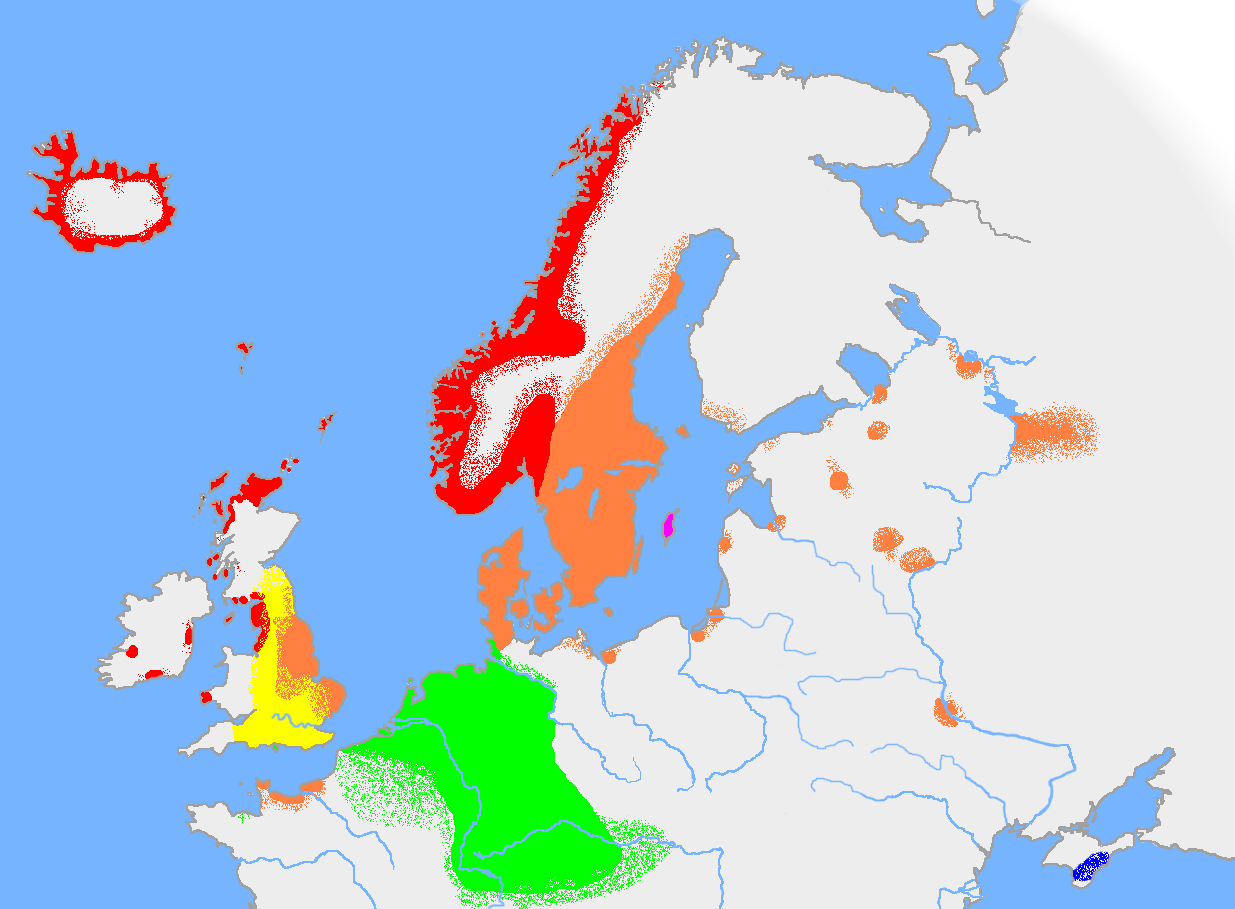
Az óészaki és további rokon nyelvek körülbelüli elterjedtsége a 10. században:
Nyugati óészaki
Keleti óészaki
Ógotlandi
Krími gót
Óangol
Egyéb germán nyelvek

A 8. század folyamán a skandináv területek közös nyelve, a proto-északi változásokon ment át, és kifejlődött az óészaki nyelv. Ez a nyelvváltozat regionális változásokon ment át az idők során. Két fő irányvonal alakult ki a fejlődésben; egy nyugati és egy keleti ág különült egy egymástól. A későbbi Svédország és Dánia területén a keleti óészaki alakult ki, míg a norvég és izlandi területeken a nyugati óészakit beszélték.
A keleti óészakit rúnasvédnek (svédül runsvenska), ill. rúnadánnak nevezték el. Ez a két nyelvváltozat azonban a 12. századig megegyező volt - minimális regionális eltérésekkel. A rúna- előtag annak köszönhető, hogy ezen nyelvváltozat a rúnaírásban jelenik meg írásos formában. Míg a proto-északi a régi futhark írással íródott, az óészakit a 16 betűs új futhark írással jelenítették meg. A rúnák korlátozott száma miatt számos fonémát azonos jel jelöl. Ilyen például az u fonémáját jelölő rúna, melyet az o, ø és y fonémákhoz is használtak. Az i rúnáját pedig az e-hez is használták
Az egyik változás, mely az óészaki keleti és nyugati ágait elválasztotta, az æi (a nyugati óészakiban ei) diftongus változása volt e monoftongusra. Ez olyan különbségeket eredményezett, mint például a stæin szó sten (jelentése: kő) alakra változása. Ez a változás jól követhető a rúnafeliratokban, ahol a stain alakot felváltotta a stin. Szintén változás következett be az au diftongusban, mely ø-re változott. A dauðr szóból így døðr lett. Az øy kettős hangzó (a nyugati ágban ey) szintén ø hangra változott, mint például maga az ø (modern svédben: ö) szó, melynek jelentése sziget.
Az 1100-as évektől a Dániában beszélt nyelv egyre inkább eltávolodott a Svédországban beszélt dialektustól. A változások nem egyenletesen mentek végbe, így számos dialektikus határ alakult ki.
Lásd még: rúnaírás

## Az ósvéd

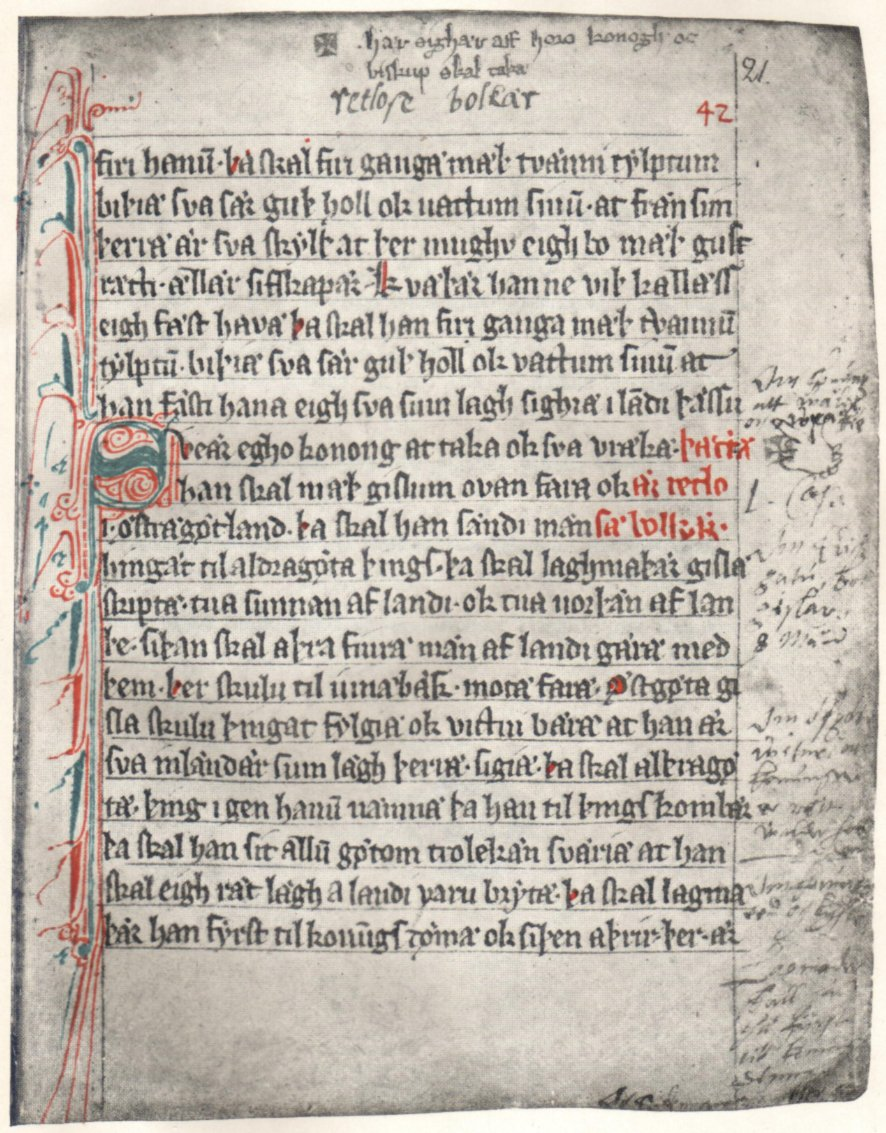
A Västgötalagen törvénykönyv egyik lapjának másolata az 1280-as évekből. Az egyik legrégebbi svéd írás, mely latin írással íródott.

Ósvéd névvel illetik a középkori svéd nyelvet, 1225-től. A kor egyik legfontosabb dokumentum az 1250-ben íródott ún. Västgötalagen (magy.: ~ Nyugati gautok törvényei) törvénykódex, mely a legrégebbi latin nyelven íródott svéd írásos emlék. Az egyik legnagyobb külső hatás a latin nyelvet használó katolikus egyház a korban, melynek közvetítésével latin és görög jövevényszavak gazdagították a svéd nyelvet. A Hanza-kereskedelem késő 13. és korai 14. századi felemelkedésével a középalnémet behatásai is jelentőssé válnak. Számos német szó került a svéd nyelvbe az adminisztráció és kereskedelem területein. Ezeket a szavakat a nagyszámú német bevándorló hozta magával. Nyelvtani elő- és utótagokat is szolgáltatott a német, akárcsak ragozási formákat.
Számos tengerészeti szakkifejezést adott a holland nyelv ebben az időben a svédnek.
A középkori svéd a mainál jóval bonyolultabb volt, és a nemek száma is csak később csökkent (kettőre). A főneveket, mellékneveket, névmásokat és számos számnevet az időszakban még négy esetben ragozták. Az alanyeset és birtokos eset mellett (melyek a mai napig megmaradtak), jelen volt a részes- és tárgyas eset is.
A nemek rendszere a modern némethez hasonlított, azaz megvolt a hímnem, nőnem és semlegesnem. A hímnem és a nőnem csak a későbbi korokban olvad össze egy általános nemmé.
A korai svéd igeragozása is bonyolultabb volt a maiénál. Jelen volt a kötőmód, és a felszólító módnak is külön alakja volt. Az igeragozás különbséget tett a szám-személy szerint.
Ez a rendszer a 16. század informális nyelvhasználatában, és a profán irodalomban egyszerűsödött. Két eset és két nem maradt meg. A ragozási formák egészen a 18. századig éltek tovább, de egyes dialektusokban még a 20. század folyamán is felfedezhetők voltak.
Az ä, å és ö hangok írása is csak a latin írás felvétele után évszázadokkal alakult ki. A korai időszakban ezeket a fonémákat ae, (ill. æ), oe, (ill. œ), valamint aa formában írták.

## A modern svéd

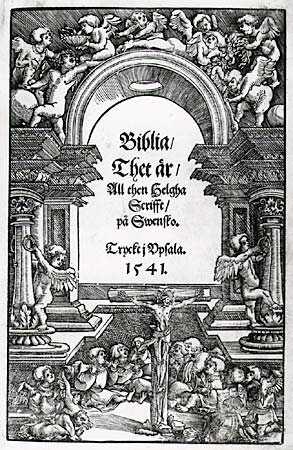
Gustav Vasa által rendelt Biblia-fordítás címoldala 1541-ből.

A modern svéd a nyomtatásra és az európai reformáció korára vezethető vissza. Gustav Vasa, miután kivívta a Svéd Királyság függetlenségét, elrendelte a Biblia lefordíttatását a nemzeti nyelvre. Az Újtestamentum 1526-ban jelent meg svédül. Ezt követte a teljes Biblia lefordítása 1541-ben. Ezt a verziót nevezi a köznyelv a Gustav Vasa Bibliának. Ez a változat maradt az egyetlen hivatalos, és a legnépszerűbb verzió egészen 1917-ig. További fő fordítók Laurentius Andreæ, valamint Laurentius és Olaus Petri voltak.
A Vasa Bilbiát korszakhatárnak tekintik új és régi között. Bár az általa közvetített nyelv már a kortársak számára is régies volt, nyelvi konvervativizmusa azonban mégis több helyen felbomlott, nagyot lépve a konzisztens svéd hangtan pontos ábrázolásának irányába. A Biblia-fordítás bevezette az å, ä, és ö használatát, valamint a ck írását a korábbi kk helyett. Ezzel a nyelvet egyértelműen elkülönítette a dán Biblia-fordítástól. Mind a (fenti) három fordítás Svédország középső területeiről származott, így számos helyen az ottani régió nyelvi sajátosságait tükrözik.
Bár a Biblia fordítása megkezdte az írásosság standardjainak megteremtését, a helyesírásról szóló viták csak a 17. században kezdődtek meg, amikor az első nyelvtant taglaló könyveket is kiadták. A helyesírásról szóló viták a 19. századig nyúltak, melynek második felére megszülettek az első megegyezések a helyesírási standardokról.
A nagybetű használatára ebben az időben nem vonatkoztak standardok. Az író saját belátása szerint használta őket. Elterjedt volt a német módra történő nagybetűs írás főnevek esetén. A Biblia-fordításban, ill. annak nyomtatásában használt betűtípusok (gothic, azaz gót) nem adnak mindig egyértelmű választ arra, hogy az adott betű nagy, vagy kis betű. A 18. század közepétől a latin betűs nyomtatás terjedt el (antiqua betűtípus), melynek során a kis és nagybetű kérdése sokkal inkább előtérbe került.
A modern svéd kialakulása során számos hangtani változás ment végbe. Számos mássalhangzó torlódás a kiejtésben kezdett egyre inkább /ɧ/ hanggá válni, a /g/ és /k/ ebben az időszakban lágyult /j/ és /ɕ/ hangokká magas hangrendű első szótagban lévő magánhangzók előtt. A dentális és veláris frikatív /ð/ és /ɣ/ hangok szintén ebben az időszakban alakultak a megfelelő plozív hangokká, azaz /d/ és /g/ hangokká.

## A kortárs svéd nyelv

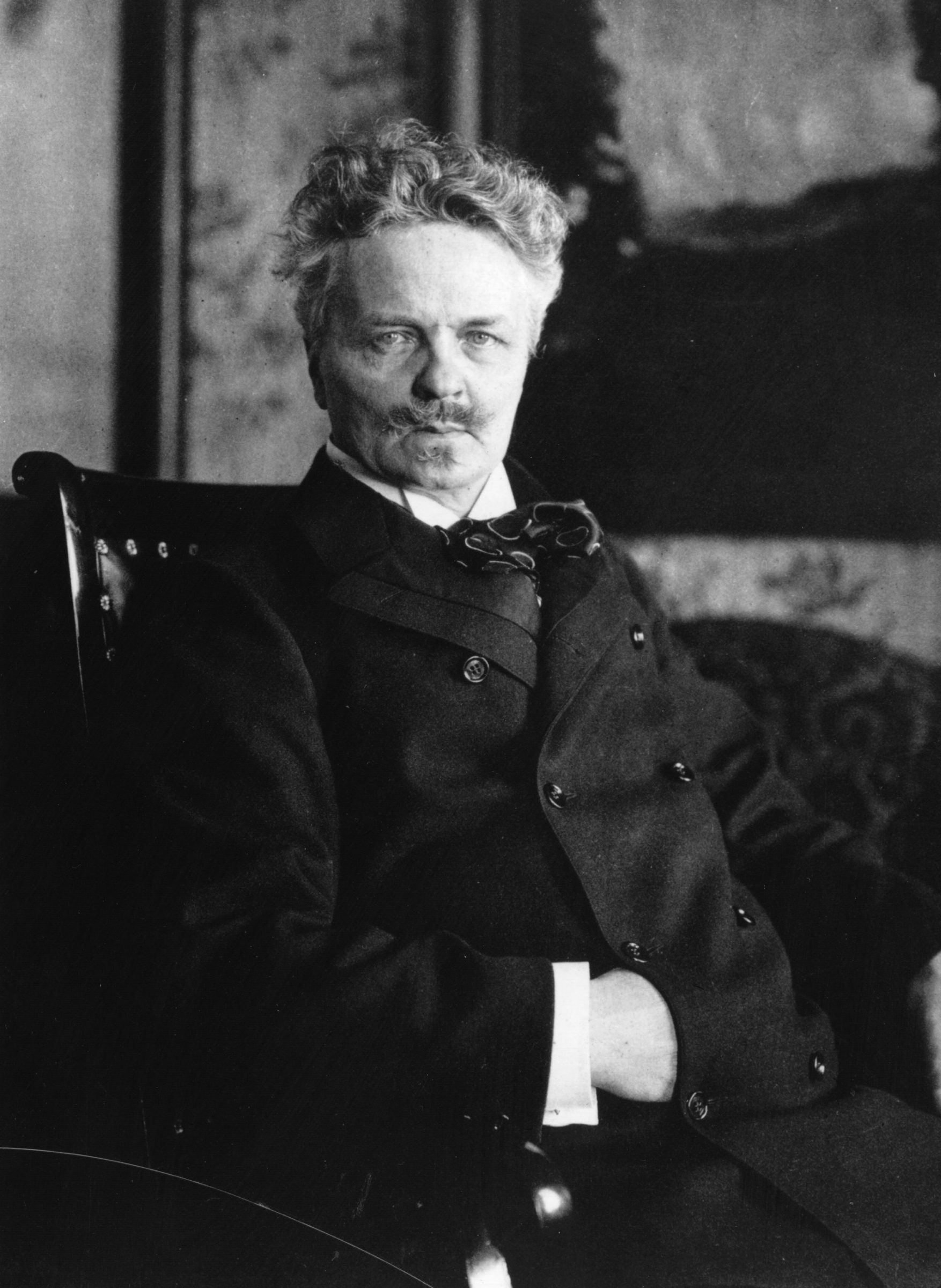
August Strindberg, akit sokak a modern svéd atyjának tartanak

A mai, modern svéd nyelvet a nusvenska szóval írják le (fordítása kortárs svéd, vagy mostani svéd). Az iparosodás és városiasodás a 19. század utolsó évtizedeitől zajló folyamatában írók és költők sora jelent meg, akik gazdagították a svéd irodalmat és átformálták a nyelvet. Az írókon kívül számos tudós, politikus és egyéb köztiszteletben álló személy járult hozzá a kortárs svéd nyelv formálásához. Az egyik legkiemelkedőbb irodalmi alak a korban August Strindberg (1849-1912)
A 20. századra vált elérhetővé egy standard svéd köznyelv a lakosság minden rétege számára. A helyesírási standardokat 1906-ra rögzítették. Kis változásoktól eltekintve, mint például az igék többesszámú alakja, az önöző forma, vagy apró eltérések a szintaxisban, a 20. század elejének svéd nyelve a mai, modern svéddel már azonos volt. A többesszámú igealakokat csak az 50-es években szűntek meg.
Az 1960-as években még egy jelentős változás történt. Ekkor terjedt el – egy nyelvi reform hatására – a tegező forma (du) széles körű társadalmi használata. Ezzel eltűntek az olyan udvariassági megszólítási formák, mint herr (úr), fru (asszony), fröken (kisasszony). A korábbi Ni önöző formát mára teljesen kiszorította a du megszólítási forma.
A svéd ma jelentős szókincsbéli átalakulásokon megy keresztül, és rengeteg jövevényszó árad a nyelvbe az angolból. A legtöbb angol eredetű szót a svéd adaptálja, azt saját írásrendszeréhez igazítja, például sajt (site), menü (menu), emajl (e-mail), stb.

## Fordítás
- Ez a szócikk részben vagy egészben  a   History of Swedish című angol Wikipédia-szócikk ezen változatának fordításán alapul.  Az eredeti cikk szerkesztőit annak laptörténete sorolja fel. Ez a jelzés csupán a megfogalmazás eredetét és a szerzői jogokat jelzi, nem szolgál a cikkben szereplő információk forrásmegjelöléseként.